# Bänderschmerle
Die Bänderschmerle (Nemacheilus fasciatus) stammt von den indonesischen Inseln, Sumatra, Borneo und Java und ist ein recht beliebter Süßwasserfisch in der Aquaristik. Er wird ca. 9 cm lang und zeigt eine interessante Färbung. Der ganze Körper ist mit abwechselnd gelben und braunen Streifen bedeckt. Die erwachsenen Fische bekommen eine rote Färbung an der Schwanzflosse und kleinere Barteln am Maul.

## Aquaristik
Der revierbildende Fisch ist dämmerungs- und nachtaktiv. Er fühlt sich in kleineren Gruppen wohl. Aufgrund des Revierverhaltens sowie der Notwendigkeit an ausreichendem Schwimmraum für die schnellen Fische sind für die Bänderschmerle größere Becken ab 100 cm mit stärkerer Strömung geeignet.
Helles oder durch Schwimmpflanzen in schattige Gegenden gebrochenes Licht ist ungeeignet. Ein weicher Bodengrund dient dem Graben oder Grundeln. Zum Ruhen benötigen die Tiere flache Steine. Die geeignete Temperatur beträgt zwischen 22 und 24 °C.
Als Nahrung im Aquarium dient möglichst Lebendfutter, aber auch Futtertabletten und Flockenfutter. Gerne verspeisen sie kleinere Schnecken, was ihnen den Ruf als Schneckenbekämpfer eingebracht hat.